# بختيارلو
بختيارلو هي قرية في مقاطعة كليبر، إيران. عدد سكان هذه القرية هو 64 في سنة 2006.